# Raymanninus
Raymanninus is een geslacht van kreeftachtigen uit de klasse van de Malacostraca (hogere kreeftachtigen).

## Soort
- Raymanninus schmitti (Rathbun, 1931)